# Jørn Jamtfall
Jørn Jamtfall (Trondheim, 24 luglio 1966) è un allenatore di calcio ed ex calciatore norvegese, di ruolo portiere, preparatore dei portieri del Rosenborg.

## Carriera
Ha trascorso la maggior parte della sua carriera, dal 1994 al 2001, nel Rosenborg, per essere poi prestato per la metà della stagione 2001 al Sogndal Fotball. Nel 1997 ha ottenuto una presenza nella nazionale norvegese, contro la Corea del Sud.
Dopo il ritiro ricopre sia il ruolo di allenatore delle giovanili del Rosenborg e quello di allenatore dei portieri della nazionale.
È il padre dell'ala Michael Jamtfall.

## Palmarès

### Club
- Campionato norvegese: 8

Rosenborg: 1994, 1995, 1996, 1997, 1998, 1999, 2000, 2001
- Coppa di Norvegia: 2

Rosenborg: 1995, 1999

### Individuale
- Portiere dell'anno del campionato norvegese: 1

1996